# CA-95
CA-95 ist ein mobiles rumänisches Kurzstrecken-Flugabwehrsystem, das konzeptionell dem sowjetischen System 9K31 Strela-1 ähnelt. Es verwendet in Lizenz hergestellte Strela-2-Lenkwaffen. Die modernisierte Variante CA-95M verwendet die technisch überarbeiteten A-95M-Lenkwaffen.

## Fahrzeug
Das ML-A95-Basisfahrzeug basiert auf dem Chassis des rumänischen Panzerspähwagens TABC-79, es ist schwimmfähig und luftverlastbar. Das Fahrzeug hat eine Besatzung von vier Mann. Auf dem Fahrzeug befindet sich ein um 360° drehbarer Starterturm, an welchem seitlich vier Lenkwaffenstartbehälter montiert sind. In Marschstellung liegen die Behälter flach auf dem Fahrzeugdach. Im Turm befindet sich hinter einem Plexiglasfenster der Richtschütze mit dem optischen Visier, mit dem die Zielerfassung erfolgt. Um die Trefferwahrscheinlichkeit zu erhöhen, werden im Einsatz die Lenkwaffen meistens paarweise auf ein Ziel abgefeuert. Der Starter kann innerhalb weniger Minuten von Hand nachgeladen werden.

## Lenkwaffen

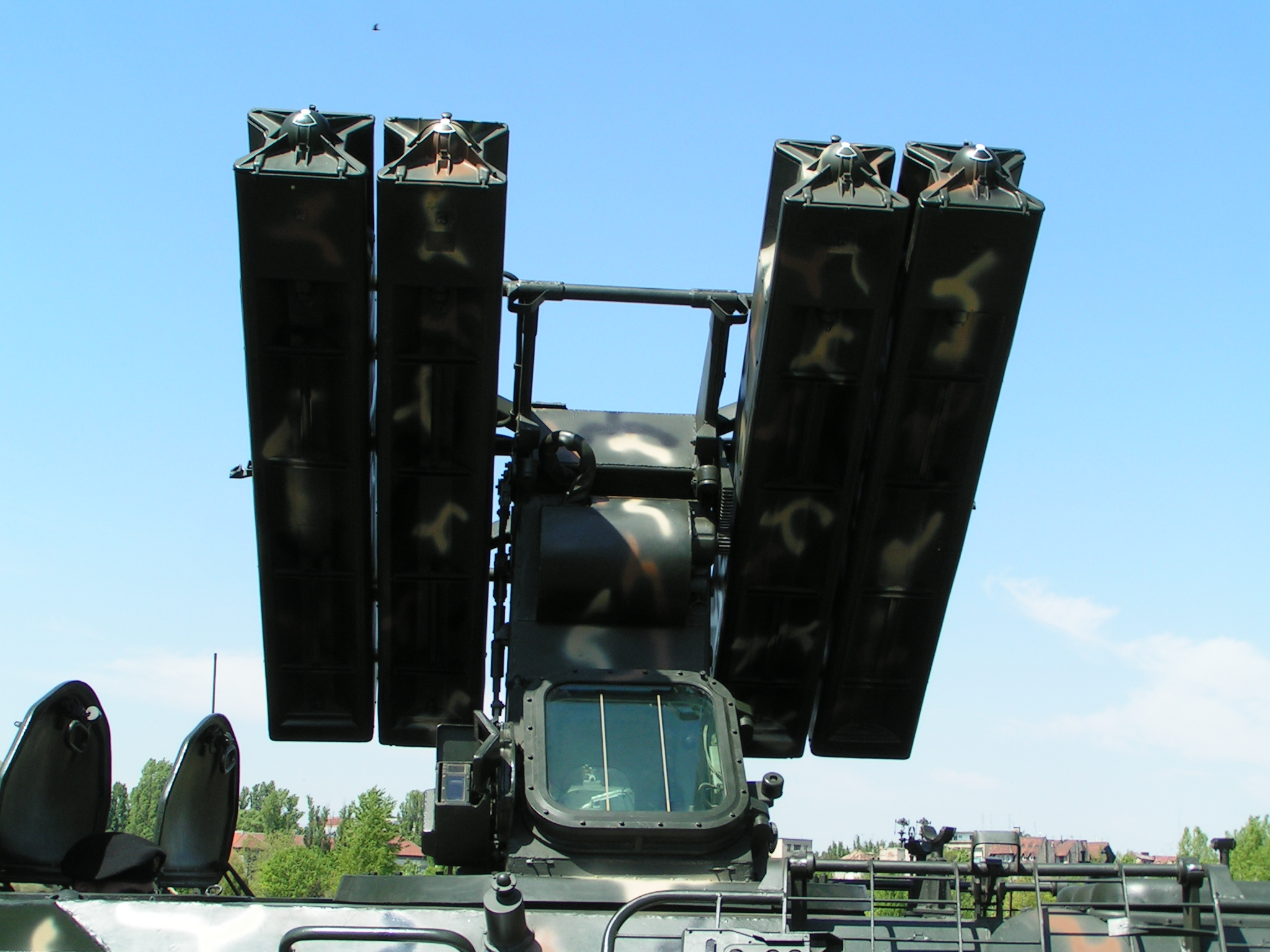
Starter mit vier A-95-Raketenbehältern dem vergitterten optischen Visier des Richtschützen

Bei der A-95-Lenkwaffe wurden viele Komponenten des CA-94-MANPADS verwendet. Der ungekühlte Infrarot-Suchkopf der Rakete reagiert auf Infrarotstrahlung der Abgase des Luftziels. Die verbesserte Lenkwaffe A-95M befindet sich derzeit im Dienst der rumänischen Streitkräfte. Frontal anfliegende oder vorbeifliegende Luftziele können bis zu einer Fluggeschwindigkeit von 310 m/s bekämpft werden. Die maximale Fluggeschwindigkeit für die Bekämpfung eines Luftziels liegt bei 220 m/s.